# جيان فيراري
جيان فيراري (بالإسبانية: Jean Ferrari)‏ (29 يوليو 1975 كاياو بيرو - ) هو لاعب كرة قدم بيروفي يلعب كلاعب وسط.

## روابط خارجية
- جيان فيراري على موقع الاتحاد الدولي (مؤرشف)  (الإنجليزية)
- جيان فيراري على موقع قاعدة بيانات كرة القدم.إي يو (الإنجليزية)
- جيان فيراري على موقع ناشيونال فوتبول تيمز (الإنجليزية)
- جيان فيراري على موقع عالم كرة القدم.نت (الإنجليزية)